# Jože Langus
Jože Langus ist ein ehemaliger jugoslawischer Skispringer.

## Werdegang
Langus gab sein internationales Debüt bei der Vierschanzentournee 1953. In Innsbruck auf der Bergiselschanze sprang er auf den 26. Platz. Knapp vier Jahre später startete er zur Vierschanzentournee 1957/58 bei allen vier Springen. Beim Auftaktspringen auf der Schattenbergschanze in Oberstdorf landete er auf einem guten 17. Platz. Nachdem er jedoch weder in Innsbruck, noch in Garmisch-Partenkirchen oder Bischofshofen daran anknüpfen konnte, belegte er in der Gesamtwertung Rang 24. Zwei Jahre später konnte Langus bei seiner letzten Vierschanzentournee 1959/60 auf der Großen Olympiaschanze in Garmisch-Partenkirchen mit dem 13. Platz sein bestes Einzelergebnis bei der Tournee und beendete diese auf dem 23. Platz.

## Erfolge

### Vierschanzentournee-Platzierungen
| Saison  | Platz | Punkte |
| ------- | ----- | ------ |
| 1957/58 | 24.   | 772,1  |
| 1959/60 | 23.   | 767,9  |